# Gran Premio Industria e Commercio di Prato 2014
Il Gran Premio Industria e Commercio di Prato 2014, sessantanovesima edizione della corsa e valida come evento dell'UCI Europe Tour 2014, si svolse il 21 settembre 2014, per un percorso totale di 185,8 km. Fu vinto dall'italiano Sonny Colbrelli che giunse al traguardo con il tempo di 4h18'05" alla media di 43,19 km/h.
Al traguardo 42 ciclisti portarono a termine la gara.

## Ordine d'arrivo (Top 10)
| Pos. | Corridore         | Squadra       | Tempo    |
| ---- | ----------------- | ------------- | -------- |
| 1    | Sonny Colbrelli   | Sel. italiana | 4h18'05" |
| 2    | Kristian Sbaragli | MTN-Qhubeka   | s.t.     |
| 3    | Danilo Napolitano | Wanty-Gobert  | s.t.     |
| 4    | Simone Ponzi      | Neri Sottoli  | s.t.     |
| 5    | Daniel Moreno     | Katusha Team  | s.t.     |
| 6    | Davide Viganò     | Caja Rural    | s.t.     |
| 7    | Andrea Pasqualon  | Area Zero     | s.t.     |
| 8    | Davide Mucelli    | Meridiana     | s.t.     |
| 9    | Mauro Finetto     | Neri Sottoli  | s.t.     |
| 10   | Maciej Paterski   | CCC Polsat    | s.t.     |